# Osvaldo Basso
Osvaldo Basso Carvajal (Mulchén, 2 de septiembre de 1908 - 2002) fue un comerciante, agricultor y político chileno, militante del Partido Radical (PR) y luego del Partido Izquierda Radical (PIR). Diputado en tres periodos consecutivos en la Decimosexta Agrupación Departamental "Chillán, Bulnes y Yungay", Región del Biobío, entre 1961 y 1973.

## Biografía
Nació en Mulchén el 2 de septiembre de 1908. Hijo de Luis César Basso Royal y Rosario Carvajal Salas. Se casó con Lidia Zúñiga Godoy y tuvieron dos hijos. Además tuvo otra hija reconocida y a quien crio con su pareja.
Como miembro del Partido Radical tuvo diversas responsabilidades: presidente de la Juventud Radical de Ñuble; presidente de la Asamblea Radical de Chillán; secretario de la Asamblea; secretario de la Junta Provincial; presidente provincial en dos oportunidades; delegado a Convenciones en 1939; y generalísimo de la campaña presidencial de Juan Antonio Ríos.
En 1947 fue consejero de la Corporación de Reconstrucción y Auxilio en representación del presidente Juan Antonio Ríos.
En las elecciones parlamentarias de 1961 fue elegido diputado por la Decimosexta Agrupación Departamental "Chillán, Bulnes y Yungay", período 1961 a 1965. Integró la Comisión Permanente de Trabajo y Legislación Social; diputado reemplazante en la Comisión Permanente de Economía y Comercio; miembro de la Comisión Especial Central Única de Trabajadores, CUT, 1961; y suplente del Comité Parlamentario Radical desde 1961 hasta 1965.
En las elecciones parlamentarias de 1965 fue reelecto diputado por la Decimosexta Agrupación Departamental "Chillán, Bulnes y Yungay", período 1965-1969. Integró la Comisión Permanente de Defensa Nacional; participó de la Comisión Especial Investigadora "Plan Camelot" en 1965; y Especial de Desarrollo Económico Provincias de Chiloé, Aysén y Magallanes entre 1965 y 1967. En 1969 fue miembro propietario del Comité Parlamentario Radical.
En las elecciones parlamentarias de 1969 fue elegido diputado por la Decimosexta Agrupación Departamental "Chillán, Bulnes y Yungay", período 1969-1973. Integró la Comisión Permanente de Obras Públicas y Transportes, la que también presidió.
En 1970 participó como jefe de la campaña presidencial de Salvador Allende en la Provincia de Chillán.
El 3 de agosto de 1971 renunció al Partido Radical y se incorporó al Partido Izquierda Radical (PIR) donde ocupó la vicepresidencia a partir de esa fecha y hasta 1973.
Falleció en el año 2002.

## Historial electoral

### Elecciones Parlamentarias de 1973
- Elecciones parlamentarias de 1973 para la Provincia de Ñuble.[1]